# 許弘綱
許弘綱（1554年—1638年），字張之，號少薇、少微，浙江金華府東陽縣人，明朝政治人物。

## 生平
萬曆四年丙子科浙江鄉試第六十一名，萬曆八年（1580年），登庚辰科三甲179名進士。工部觀政，初授绩溪知县，调任金坛县，十五年擢授刑科给事中，十七年丁忧归，二十年二月起补刑科给事中，四月升吏科右，再升吏科左、兵科都，二十一年五月调任吏科都，二十二年三月升太常寺少卿。
二十六年六月起復太常寺少卿原职，二十七年十二月升右通政，二十九年六月进左通政，三十年三月官顺天府府尹，三十三年十二月升右副都御史、巡抚江西等处地方兼理军务，三十四年以父艰告归，举荐陆长庚、王佐自代，不复候命解纽而去，以此被劾，命于服阕日降一级调外任。
三十七年九月降補陕西榆林道右参政，十二月升左副都御史，四十年因東林黨争，連疏乞休，四十一年七月出城候旨，遂被允致仕。
四十五年三月起为都察院右都御史兼兵部右侍郎、总督两广军务巡抚广东地方。明光宗即位，改兵部尚书、协理京營戎政，天啓元年（1621年）七月进京赴任。天启五年（1625年）十月为南京兵部尚书。因與魏忠賢不合，去職還鄉。崇祯六年（1633年），弘纲八十大寿，朝廷特遣使慰問。卒赠太子少保。著有《羣玉山房集》、《三垣疏草》。

## 家族
曾祖父許伉；祖父許法；父親許思直。母李氏。重庆下。兄弘範、弟弘紀、弘絅、弘模。